# Phaolô Maria Nguyễn Minh Nhật
Phaolô Maria Nguyễn Minh Nhật (1926–2007) là một giám mục của Giáo hội Công giáo tại Việt Nam. Ông nguyên là Giám mục chính tòa của Giáo phận Xuân Lộc (1988 –2004) và nguyên Chủ tịch Hội đồng Giám mục Việt Nam (1989–1995). Khẩu hiệu giám mục của ông là "Phục vụ Chúa trong hân hoan".
Nguyễn Minh Nhật sinh tại Ninh Bình, trong một gia đình có tất cả ba người con đi theo con đường tu trì. Sau quá trình tu học tại các chủng viện, ông được phong linh mục năm 1952 tại Phát Diệm. Sau khi được truyền chức, linh mục Nhật du học Canada, tốt nghiệp văn bằng Thạc sĩ Lịch sử các tôn giáo.
Trở về Việt Nam năm 1955, ông được chọn làm linh hướng Tiểu chủng viện Thánh Phaolô Phát Diệm và lần lượt cùng đảm nhận vai trò linh hướng ở Tiểu chủng viện Phước Lâm và Xuân Lộc. Trong thời gian này, ông sáng lập Tu hội Tông Đồ Nhỏ và hướng dẫn tu hội này đến khi qua đời.
Với hoàn cảnh phức tạp của thời thế, linh mục Nguyễn Minh Nhật được tấn phong giám mục phó Giáo phận Xuân Lộc giữa tháng 7 năm 1975. Ông chính thức chấp chính giáo phận năm 1988, sau cái chết của vị tiền nhiệm là giám mục Nguyễn Văn Lãng.
Trong thời kỳ làm giám mục, ông đã cải thiện đời sống tinh thần cho mọi tầng lớp giáo hữu trong giáo phận và kiến thiết, khởi công xây dựng các công trình mục vụ quan trọng trong giáo phận. Ông từ nhiệm năm 2004 và qua đời vào tháng 1 năm 2007.

## Thân thế
Giám mục Nguyễn Minh Nhật sinh ngày 12 tháng 9 năm 1926 tại xã Thượng Kiệm, huyện Kim Sơn, tỉnh Ninh Bình, thuộc Giáo phận Phát Diệm. Ông là một trong ba người con đi theo con đường thu trì trong số tất cả bốn người con trong gia đình. Hai người đi theo con đường tu trì gồm em trai là Phêrô Nguyễn Lân Mẫn, nguyên Giáo sư và linh hướng Đại chủng viện Huế (đã hồi hưu năm 2018) và nữ tu Nguyễn Thị Chuyên, dòng Mến Thánh Giá Gò Vấp, hiện đang định cư tại Hoa Kỳ.

## Thời kì linh mục
Sau quá trình tu học tại Chủng viện Phát Diệm và Thượng Kiệm, ông được thụ phong linh mục ngày 7 tháng 6 năm 1952 tại Phát Diệm. Sau khi được thụ phong, tân linh mục Nhật được cử được du học tại Canada đến năm 1955 thì tốt nghiệp với bằng Thạc sĩ Lịch sử Các Tôn giáo. Trở về nước, linh mục Minh Nhật làm linh mục linh hướng Tiểu Chủng viện Thánh Phaolô Phát Diệm, Phú Nhuận, Sài Gòn. Từ năm 1967, ông được chuyển làm linh mục linh hướng Tiểu Chủng viện Thánh Phaolô Phước Lâm. Năm 1969, ông trở thành linh hướng Tiểu Chủng viện Thánh Phaolô Xuân Lộc và giữ chức vụ này đến năm 1975. Song song với nhiệm vụ linh hướng chủng viện, năm 1956, ông sáng lập Tu hội Tông Đồ Nhỏ tại Bạch Lâm và hướng dẫn tu hội này đến khi qua đời năm 2007. Suốt trong 20 năm làm linh mục, ông chỉ đảm nhận công tác linh hướng và chưa từng đảm nhận công việc quản lý mục vụ giáo xứ.

## Thời kỳ Giám mục
Ngày 16 tháng 7 năm 1975, linh mục Phaolô Maria Nguyễn Minh Nhật được chọn làm Giám mục Phó Giáo phận Xuân Lộc, lễ tấn phong diễn ra ngay trong ngày tại Nhà nguyện Tòa giám mục Xuân Lộc, tân giám mục chọn khẩu hiệu: "Phục vụ Chúa trong hân hoan". Lễ tấn phong giám mục cho vị Tân chức do Giám mục chính tòa Giáo phận Xuân Lộc Đa Minh Nguyễn Văn Lãng chủ phong. Ngoài giám mục chủ phong, còn có hai linh mục trợ phong và số ít thân nhân và linh mục, đại chủng sinh tham dự, do hoàn cảnh phức tạp của thời thế. Nói về việc lãnh đạo giáo phận Xuân Lộc, Giám mục Nhật nhận định ông cho rằng đây là duyên số và là Thiên Chúa sắp xếp. Sau ngày tấn phong Giám mục, Giám mục Nhật vẫn sinh sống tại Tu hội Tông Đồ Nhỏ cho đến tận ngày 26 tháng 10 năm 1984 mới về sống tại Tòa giám mục Xuân Lộc.
Ngày 22 tháng 2 năm 1988, giám mục chính tòa Nguyễn Văn Lãng đột ngột qua đời, Giám mục Phó Phaolô Maria Nguyễn Minh Nhật đương nhiên kế vị chức Giám mục chính tòa Giáo phận Xuân Lộc. Ông chủ sự nghi thức tấn phong tân giám mục phụ tá Xuân Lộc Tôma Nguyễn Văn Trâm vào ngày 7 tháng 5 năm 1992 tại khuôn viên Tiểu chủng viện.
Ngày 12 tháng 7 năm 1988, ông đi đến quyết định trùng tu Trung tâm Hành hương Đức Mẹ Bãi Dâu. Vấn đề được nhắc lại một lần nữa vào giữa tháng 1 năm 1991 trong thư chung của Giám mục Nhật nhưng việc khởi công đình trệ đến ngày 1 tháng 1 năm 1992. Ông cử hành nghi thức khánh thành tượng đài mới ngày 31 tháng 12 năm 1994. Nhân lễ kính Thánh Giuse năm 1994, ông cùng giám mục phụ tá Tôma Nguyễn Văn Trâm, các linh mục cử hảnh lễ đặt viên đá tái thiết Đền Thánh Đức Mẹ Bãi Dâu.
Năm 1989, các giám mục trong Hội đồng Giám mục Việt Nam quyết định chọn Giám mục Nguyễn Minh Nhật làm Chủ tịch Hội đồng Giám mục Việt Nam, và ông đã giữ chức vụ này đến năm 1995, tức hai nhiệm kỳ khóa IV và V của Hội đồng. Ngoài ra, từ năm 1990 đến năm 1995, Giám mục Nhật còn là thành viên cố vấn Bộ Truyền giảng Phúc Âm cho các Dân tộc, thuộc Giáo triều Rôma. Theo nguồn thông tin khác, giám mục Nhật là cố vấn kể từ ngày 27 tháng 4 năm 1993. Một giám mục Việt Nam khác là Tổng giám mục Phanxicô Xaviê Nguyễn Văn Thuận cũng được giáo hoàng bổ nhiệm trong ngày này.
Trong thời gian quản lý giáo phận Xuân Lộc, ông quan tâm đến vấn đề đào tạo linh mục, khuyến khích phong trào học giáo lý Công giáo trong giáo phận cũng như đào tạo các Hội đồng Giáo xứ. Ông cũng góp phần cải thiện đời sống tinh thần cho các giáo dân, tu sĩ, chủng sinh, linh mục và tiến hành cho xây dựng cơ sở vật chất của Giáo phận: Trung Tâm hành hương Đức Mẹ Bãi Dâu và trùng tu tượng đài Chúa Kitô Vua, núi Tao Phùng.

## Hồi hưu và qua đời
Vì lý do sức khỏe và tuổi tác, Giám mục Nguyễn Minh Nhật nhiều lần thỉnh nguyện Tòa Thánh cho hồi hưu. Ngày 30 tháng 9 năm 2004, Tòa Thánh thông báo bổ nhiệm linh mục Tổng Đại diện Giáo phận Xuân Lộc Đa Minh Nguyễn Chu Trinh làm Giám mục chính tòa Giáo phận Xuân Lộc, thay thế Giám mục Nguyễn Minh Nhật được chấp thuận đơn xin nghỉ hưu theo giáo luật. Ngày 11 tháng 11 cùng năm, nguyên giám mục chính tòa Phaolô Maria Nguyễn Minh Nhật đóng vai trò chủ phong trong nghi thức truyền chức cho giám mục kế vị. Cũng từ ngày này, Giám mục Nhật hồi hưu tại Tòa giám mục Xuân Lộc. Giám mục Nguyễn Minh Nhật chọn ngày 2 tháng 12 năm 2004 để cử hành lễ tạ ơn và kết thúc vai trò giám mục cai quản giáo phận. Tuy vậy, ý định này bất thành khi Giám mục Nhật bị đột quỵ ngày 24 tháng 11. Từ thời điểm này cho đến khi qua đời (kéo dài hơn 2 năm), ông luôn phải nằm trên giường bệnh.
Trong thời gian đau bệnh, ông đã viết chúc thư, tái khẳng định lòng yêu mến với Thánh Giuse, bà Maria, Giáo hội Công giáo. Trong bản bổ sung ngày 12 tháng 10 năm 2004, ông cũng bày tỏ mong muốn các công tác mục vụ như có thêm linh mục, chủng viện, linh mục Tổng Đại diện Nguyễn Chu Trinh làm giám mục kế vị và giám mục phụ tá Tôma Nguyễn Văn Trâm làm giám mục tiên khởi Giáo phận Bà Rịa,...
Ngày 17 tháng 1 năm 2007, Giám mục Nguyễn Minh Nhật qua đời vào lúc 12 giờ 30 phút tại Bệnh viện Chợ Rẫy, Thành phố Hồ Chí Minh, hưởng thọ 81 tuổi.  Nghi thức tẫn liệm được cử hành một ngày sau đó. Trong các ngày sau đó, có nhiều phái đoàn chính quyền, tôn giáo, thân tộc đến viếng cố giám mục. Lễ an táng cố Giám mục Minh Nhật tổ chức ngày 23 tháng 1 năm 2007 tại Nhà thờ chính tòa Xuân Lộc, do Giám mục Phaolô Nguyễn Văn Hòa, chủ tịch Hội đồng Giám mục Việt Nam chủ tế và có bài giảng lễ. Tham dự lễ an táng gồm có hàng nghìn tu sĩ nam nữ, 600 linh mục và 15 giám mục.

## Tông truyền
Giám mục Phaolô Maria Nguyễn Minh Nhật được tấn phong giám mục năm 1975, dưới thời Giáo hoàng Phaolô VI, bởi:
- Chủ phong: Giám mục Giáo phận Xuân Lộc Đa Minh Nguyễn Văn Lãng.

Giám mục Phaolô Maria Nguyễn Minh Nhật là Chủ phong trong nghi thức truyền chức giám mục cho các giám mục:
- Năm 1992, Tôma Nguyễn Văn Trâm, hiện đang là nguyên Giám mục Tiên khởi Giáo phận Bà Rịa.
- Năm 2004, Đa Minh Nguyễn Chu Trinh, hiện đang là nguyên Giám mục chính tòa Giáo phận Xuân Lộc.

Giám mục Phaolô Maria Nguyễn Minh Nhật là phụ phong trong nghi thức truyền chức giám mục cho các giám mục:
- Năm 1991, Giuse Nguyễn Phụng Hiểu, hiện đang là nguyên Giám mục chính tòa Giáo phận Hưng Hóa.